# The Snows of Kilimanjaro

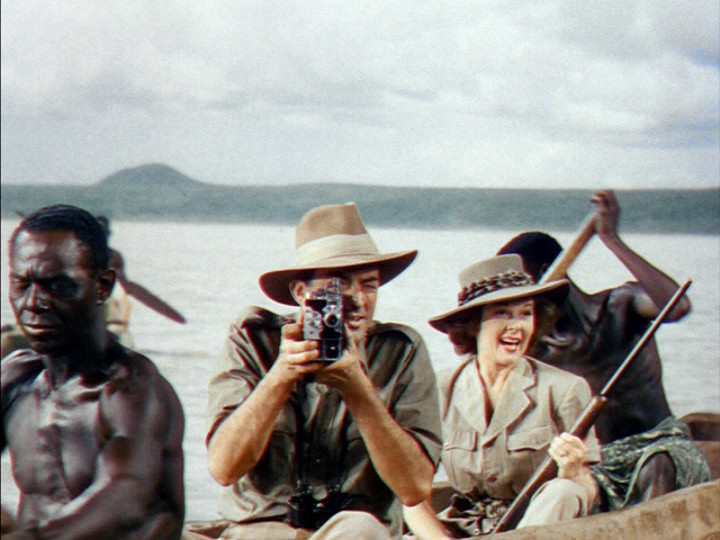
Gregory Peck i Susan Hayward

 The Snows of Kilimanjaro és una pel·lícula estatunidenca dirigida per Henry King, estrenada el 1952.

## Argument
L'escriptor Harry Street i la seva dona Helen són de safari per Àfrica, tot xarrupant tranquil·lament el seu whisky. Víctima d'un accident de caça, Harry veu la seva nafra infectar-se i agafa gangrena. La moral per terra, Harry es comença a enfonsar. Creient que morirà, fa un flash-back sobre el seu passat, les seves aventures sentimentals estrafolàries, sobretot durant la guerra d'Espanya, i no pot impedir de confiar en la seva dona. Els dos éssers arriben a criticar-se, les llunes de mel es faran llunes de fel... Les divergències acaben abolint l'amor, tema etern...

## Repartiment

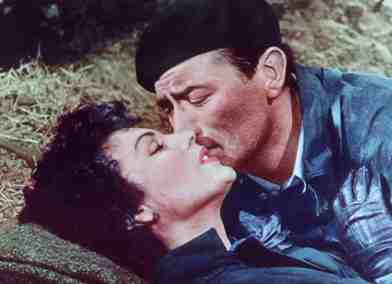
Ava Gardner i Gregory Peck a la pel·lícula

- Gregory Peck: Harry Street
- Susan Hayward: Helen
- Ava Gardner: Cynthia
- Hildegarde Neff: La comtessa Liz
- Leo G. Carroll: L'oncle Bill
- Torin Thatcher: Johnson
- Ava Norring: Béatrice
- Helene Stanley: Connie
- Marcel Dalio: Émile
- Leonard Carey: El doctor Simmons

## Nominacions
1953
- Oscar a la millor direcció artística per Lyle R. Wheeler, John DeCuir, Thomas Little i Paul S. Fox
- Oscar a la millor fotografia per Leon Shamroy